# Ernest Ansermet
Ernest Alexandre Ansermet (Vevey, 11 novembre 1883 – Ginevra, 20 febbraio 1969) è stato un direttore d'orchestra svizzero.

## Biografia
Nonostante fosse un contemporaneo di Wilhelm Furtwängler e Otto Klemperer, Ansermet rappresenta, per molti versi, una tradizione interpretativa differente rispetto a questi musicisti.
Egli iniziò come professore di matematica all'Università di Losanna. Iniziò a dirigere al Casinò di Montreux nel 1912, e dal 1915 al 1923 fu il direttore dei Balletti Russi di Sergej Djagilev. Viaggiando in Francia in questa veste ebbe modo di incontrare Debussy e Ravel chiedendo loro consigli sul modo di interpretare le loro opere. Nel 1915, durante la prima guerra mondiale egli incontrò Stravinskij, in esilio in Svizzera, e da questo incontro iniziò il lungo sodalizio, durato tutta la vita, di Ansermet con la musica russa.
Nel 1915 diresse la prima rappresentazione all'Opéra national de Paris di Soleil de nuit di Nikolaj Andreevič Rimskij-Korsakov, la première di La princesse enchantée di Čajkovskij e la ripresa delle Danze polovesiane  di Borodin.
Nel 1918 diresse la première al Théâtre Municipal di Losanna di Histoire du soldat di Stravinskij.
Nel 1918, Ansermet fondò la sua orchestra, l'Orchestre de la Suisse Romande (OSR). Con essa egli girò l'intera Europa e l'America divenendo famoso per l'accuratezza delle sue esecuzioni di difficili opere moderne, realizzando delle prime esecuzioni di alcune opere di Stravinskij come il Capriccio per pianoforte e orchestra con il compositore al pianoforte. Inoltre, Ansermet fu uno dei primi direttori d'orchestra nel campo della musica classica, a prendere in seria considerazione la musica jazz tanto che nel 1919 scrisse un articolo lodando Sidney Bechet.

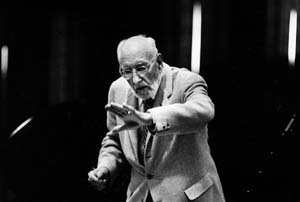
Ansermet nel 1965

Nel 1922 diresse la prima rappresentazione all'Opéra national de Paris di Prélude à l'après-midi d'un faune di Debussy.
Nel 1923 fu il direttore della prima rappresentazione al Théâtre de la Gaîté-Lyrique di Parigi di Les noces di Stravinskij.
A Salisburgo nel 1942, 1943, 1946 e 1947 diresse concerti con i Wiener Philharmoniker.
Dopo la seconda guerra mondiale, Ansermet e la sua orchestra giunsero a un notevole successo internazionale attraverso un contratto di lunga durata con l'etichetta discografica Decca Records. Da allora fino alla sua morte, Ansermet registrò la maggior parte del suo repertorio, anche due o tre volte. Le sue interpretazioni erano universalmente riconosciute come estremamente chiare ed autorevoli, nonostante la sua orchestra non raggiungesse spesso i più alti standard internazionali e precisamente quelli di importanti specialisti del periodo come Pierre Monteux e Stravinskij stesso. Ansermet disapprovò l'abitudine di Stravinskij di rivedere spesso le sue opere e propose sempre le versioni originali. Nonostante fosse famoso per l'interpretazione di musica moderna di altri compositori come Arthur Honegger e Frank Martin, egli evitò l'esecuzione di opere di Arnold Schönberg e dei suoi seguaci, criticando anche Stravinskij quando iniziò ad adoperare la dodecafonia nei suoi lavori.  Nel libro di Ansermet, Les fondaments de la musique dans la conscience humaine (1961), egli cercò di provare, usando la fenomenologia Husserliana e parzialmente i suoi studi di matematica, che la scrittura di Schoenberg era falsa e irrazionale. Ma questa critica affonda le sue radici anche in un'altra convinzione: Ansermet rivela infatti nel suo libro un atteggiamento antisemita in diversi luoghi. Ad esempio, scrive: "Ciò che abbiamo appena spiegato ci aiuta a capire che lo sviluppo storico della musica occidentale sarebbe stato possibile senza gli ebrei, [...] basti pensare a Salomon Rossi [...], Meyerbeer, Mendelssohn, Offenbach, Mahler [...] e scoprirete che nulla di decisivo è cambiato". D'altra parte nel 1943, in piena guerra, Ansermet, che stava ancora tenendo concerti in Germania, invitò il violinista e compositore ebreo Carl Flesch, che era stato perseguitato dai nazisti, in Svizzera: ivi insegnò al Conservatorio di Lucerna fino alla sua morte nel novembre 1944.
Nel 1946 diresse The Rape of Lucretia con Kathleen Ferrier al Glyndebourne Festival Opera.

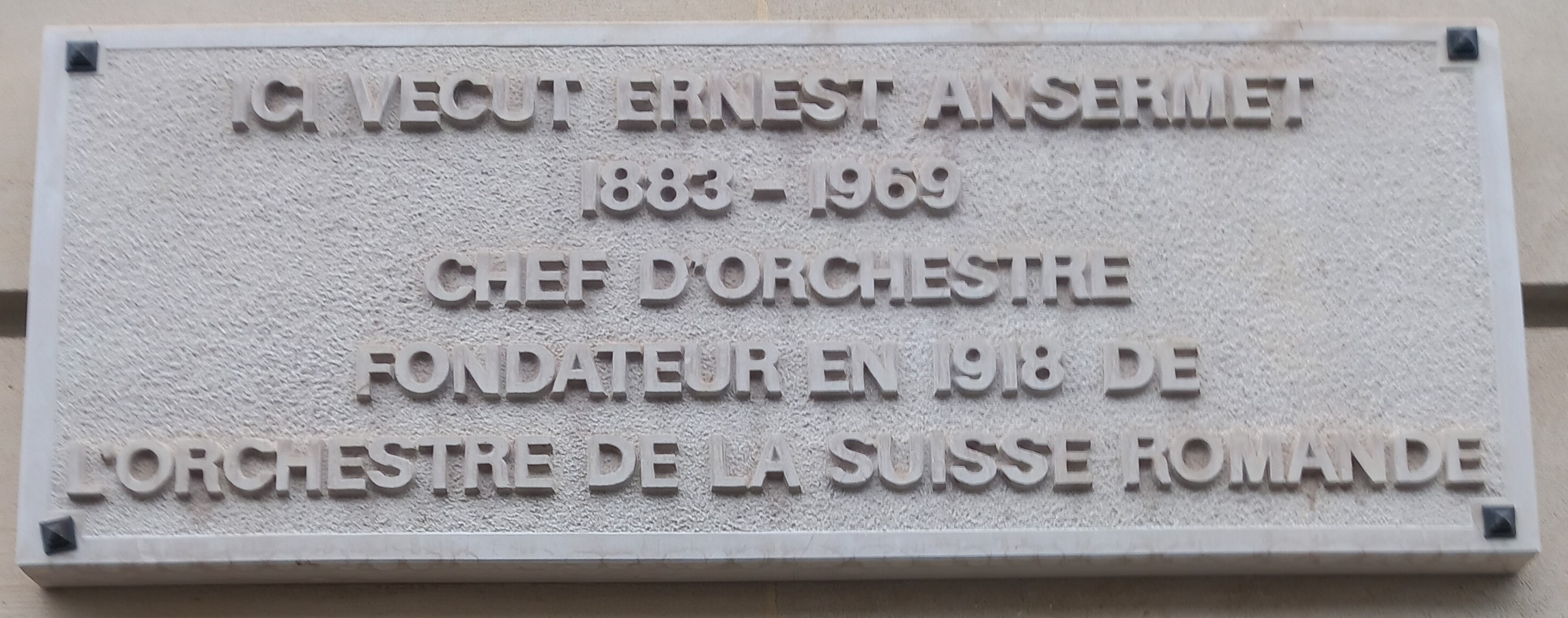
Lapide a Ginevra in rue Bellot

Al Grand Théâtre di Ginevra diresse l'Orchestre de la Suisse Romande nel 1945 nella première scenica di In terra pax di Frank Martin, nel 1950 due spettacoli di danza e Pelléas et Mélisande, nel 1953 Il castello di Barbablù di Béla Bartók, L'Heure espagnole di Ravel, nel 1963 la première di Monsieur de Pourceaugnac di Frank Martin e Fidelio, nel 1965 un concerto sinfonico vocale ed Il flauto magico con José van Dam, nel 1966 l'oratorio Jeanne d'Arc au bûcher di Arthur Honegger, Petruška, sei rappresentazioni di un balletto basato sulla Petite Symphonie concertante di Frank Martin e Sébastian di Gian Carlo Menotti e nel 1967 La Tempête (Der Sturm) di Frank Martin.
Negli ultimi anni della sua carriera, egli e la sua orchestra, sorpresero alcuni realizzando delle incisioni con musiche di Haydn, Beethoven e Brahms. Queste esecuzioni non erano affatto convenzionalmente tedesche e furono molto criticate al momento della loro immissione sul mercato, ma negli scorsi anni la loro vivacità è stata molto apprezzata dagli appassionati.
Nel maggio 1954, la Decca registrò Ansermet e la sua orchestra per la prima volta in Europa in stereofonia. Venne realizzata una registrazione completa del balletto Lo Schiaccianoci di Čajkovskij su LP; (Artur Rodziński aveva già registrato della musica su nastro magnetico, ma poi il disco era stato realizzato in mono). Ansermet diresse anche le prime registrazioni dei Nocturnes di Claude Debussy e il Prélude à l'après-midi d'un faune.

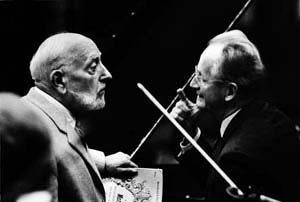
Ansermet e Wilhelm Kempff (1965)

Ansermet era un uomo appassionato che dibatté veementemente le sue opinioni. Egli era famoso in Inghilterra per le sue prove controverse con orchestre britanniche, abituate piuttosto allo stile gioviale di Sir Thomas Beecham o alla maniera più riservata di Sir Adrian Boult. La sua ultima incisione de L'uccello di fuoco di Stravinskij fu realizzata a Londra con la New Philharmonia Orchestra e con l'inclusione delle sessioni di prova.
Al Royal Opera House di Londra nel 1954 diresse Il cappello a tre punte, La boutique fantasque e L'uccello di fuoco.
Al Wiener Staatsoper nel 1956 diresse Der Sturm di Frank Martin.
Nel 1958 fu il direttore alla prima esecuzione assoluta nella Kunsthaus di Lucerna della Ouverture en rondeau di Frank Martin.
Per il Metropolitan Opera House di New York debuttò nel 1962 con El amor brujo e Atlantida di Manuel de Falla con Eileen Farrell al Philharmonic Hall di Manhattan e nel 1963 Pelléas et Mélisande con Anna Moffo al Met.
Ansermet compose alcuni pezzi per pianoforte e orchestra e fra essi un poema sinfonico intitolato Feuilles de Printemps (Foglie di primavera). Fu anche un didatta e fra i suoi allievi si ricorda Jean-Marie Auberson.
Rose Marie Eggmann fu sua segretaria privata dal 1955 al 1958 e lo aiutò nel redigere Le fondements de la musique dans la conscience humaine. L'Archivio Eggmann custodisce parte del manoscritto del Maestro.
Ansermet morì a Ginevra nel 1969 a 85 anni.

## Prime esecuzioni

### In concerto
- Igor' Stravinskij, Histoire du soldat, Losanna,  28 settembre 1918
- Igor' Stravinskij, Le chant du rossignol, Ginevra, 6 dicembre 1919
- Igor' Stravinskij, Capriccio per pianoforte e orchestra, con Stravinskij al pianoforte, 6 dicembre, 1929
- Frank Martin, Concerto per pianoforte e orchestra n. 1 con Walter Gieseking nel Grand Théâtre di Ginevra, 1936

### Balletti
- Manuel de Falla, El sombrero de tres picos, Balletti Russi, Parigi, 1919, un balletto per il quale Léonide Massine creò la coreografia e Pablo Picasso disegnò le scene ed i costumi. (Ansermet successivamente registrò le musiche in stereo.)
- Igor' Stravinskij, Pulcinella, Balletti Russi, Parigi, 15 maggio 1920
- Igor' Stravinskij, Renard, Balletti Russi, Parigi, 18 maggio 1922
- Igor' Stravinskij, Les noces, Balletti Russi, Parigi, 13 giugno, 1923

### Su disco
- Igor' Stravinskij, Capriccio per pianoforte e orchestra, con il compositore al pianoforte, maggio, 1930

## Discografia parziale
Dei suoi 129 album citiamo:
- Beethoven: Symphonies Nos. 1-4 & Coriolan Overture - Ernest Ansermet/L'Orchestre de la Suisse Romande, Decca
- Beethoven: Symphony No. 9, Overtures & Grosse Fugue - L'Orchestre de la Suisse Romande/Ernest Ansermet, Decca
- Berlioz: Les Nuits d'été/Ravel: Shéhérazade, &c. - Ernest Ansermet/John Wustman/L'Orchestre de la Suisse Romande/Régine Crespin, 1963 Decca
- Debussy: La Mer, Jeux & Khamma - Ernest Ansermet/L'Orchestre de la Suisse Romande, Decca
- Falla: Nights in the Gardens of Spain, 3-Cornered Hat, La Vida Breve - Alicia de Larrocha/Ernest Ansermet/L'Orchestre de la Suisse Romande/Sergiu Comissiona/Teresa Berganza, 1988 Decca
- Falla: El Sombrero de Tres Picos & La Vida Breve & El Amor Brujo - Ernest Ansermet/L'Orchestre de la Suisse Romande/Marina de Gabarin/Teresa Berganza, 1961 Decca
- Fauré, Chausson & Dukas: Pénélope, Symphonie, Pelléas et Mélisande & L'apprenti sorcier - Ernest Ansermet/L'Orchestre de la Suisse Romande, Decca
- Glazunov: The Seasons; Two Concert Waltzes; Stenka Razin - Ernest Ansermet/L'Orchestre de la Suisse Romande, 1958
- Liszt: Eine Faust-Symphonie - Magnard: Symphony No. 3 - Werner Krenn/Choeur Pro Arte de Lausanne/L'Orchestre de la Suisse Romande/Ernest Ansermet, Decca
- Martin: Concerto for 7 wind instruments - Ernest Ansermet/L'Orchestre de la Suisse Romande, Decca
- Musorgskij: Pictures At An Exhibition - Ernest Ansermet/L'Orchestra De La Suisse Romande, 2011 Harrison James
- Prokof'ev: Violin Concertos Nos.1 & 2; Symphony No.5; Romeo & Juliet etc. - Ernest Ansermet/L'Orchestre de la Suisse Romande/Ruggiero Ricci, 1958 Decca
- Ravel: The Orchestral Masterpieces - Ernest Ansermet/L'Orchestre de la Suisse Romande, Decca
- Rimskij-Korsakov, Shéhérazade/Sadko/Zar Saltan - Ansermet/Suisse Romande, Decca
- Stravinskij, Petruška - L'Orchestre De La Suisse Romande/Ernest Ansermet, 1949 London/Decca – Grammy Hall of Fame Award 1999
- Stravinskij: Ballets/Stage Works/Orchestral Works - Ernest Ansermet/L'Orchestre de la Suisse Romande, Decca
- Stravinskij: 3 Symphonies - L'Orchestre de la Suisse Romande/Ernest Ansermet, Decca
- Verdi: Requiem - Regine Crespin/Jane Rhodes/Mario Del Monaco/Silvano Pagliuca/L'Orchestre de la Suisse Romande/Ernest Ansermet, Decca
- Ansermet, Musica francese per orchestra - Suisse Romande/Cons. de Paris, 2014 Decca
- Ansermet, Musica russa per orchestra - Suisse Romande/LPO/NewPhO, 2014 Decca
- Ansermet, La grande tradizione europea - LPO/RPO/Cons. di Parigi, 2014 Decca

## Saggi
- Ansermet, Ernest. 1961. Les fondements de la musique dans la conscience humaine. 2 v. Neuchâtel: La Baconnière. New edition, edited by J.-Claude Piguet, Rose-Marie Faller-Fauconnet, et al. Neuchâtel: La Baconnière, 1987. ISBN 2-8252-0211-8
- Ansermet, Ernest. 1973. "L'apport de Paul Hindemith à la musique du XXe siècle." In Hommage à Paul Hindemith: 1895-1963: l'homme et l'œuvre. Yverdon: Éditions de la Revue musicale de suisse romande.
- Ansermet, Ernest. 1983. Ecrits sur la musique. Edited by Jean-Claude Piguet. New rev. ed. Neuchâtel: La Baconnière. ISBN 2-8252-0207-X

### Epistolari
- Piguet, Jean-Claude (ed.) 1976. Ernest Ansermet,  Frank Martin: Correspondance, 1934–1968. Edited by Jean-Claude Piguet, with notes by Jacques Burdet. Neuchâtel: La Baconnière.
- Tappolet, Claude (ed.). 2006. Ernest Ansermet, correspondances avec des compositeurs américains (1926–1966): d'Aaron Copland à Virgil Thomson, les grands maîtres du nouveau monde. Geneva: Georg.
- Tappolet, Claude (ed.). 1999. Ernest Ansermet: Correspondances avec des chefs d'orchestre célèbres (1913–1969): précédées d'un Souvenir d'Arturo Toscanini par Ernest Ansermet (1967). Geneva: Georg. ISBN 2-8257-0662-0
- Tappolet, Claude (ed.). 1998. Correspondance E. Ansermet - J.-Claude Piguet (1948-1969) . Preface by Philippe Dinkel, postface by Jean-Jacques Langendorf. Geneva: Georg Editeur.
- Tappolet, Claude (ed.). 1990 – 91. Correspondance Ansermet-Strawinsky (1914–1967). Geneva, Switzerland: Georg.
- Tappolet, Claude (ed.). 1989a. Correspondance Ansermet-Ramuz, 1906–1941. Preface by Maurice Zermatten. Geneva: Georg; Paris: Eshel. ISBN 2-8257-0183-1
- Tappolet, Claude (ed.). 1989b. Lettres de compositeurs suisses à Ernest Ansermet, 1906-1963  Avant-propos by Conrad Beck; postface by Julien-François Zbinden. Geneva: Georg. ISBN 2825701696
- Tappolet, Claude (ed.). 1983. Correspondance Ernest Ansermet, R.-Aloys Mooser: 1915-1969. Précédée d'un Voyage à Munich (1924) et suivie d'un Hommage à Ernest Ansermet par R.-Aloys Mooser (1969). Preface by René Dovaz. Geneva: Georg. ISBN 2-8257-0092-4